# Narana Coissoró
Narana Sinai Coissoró GOC • GCIH • GCIP (Goa, 3 de Outubro de 1931) é um advogado, político e professor português.

## Biografia
Nascido em Goa, a 3 de outubro de 1931, licenciou-se em Direito, na Faculdade de Direito da Universidade de Coimbra, e doutorou-se em Ciência Política, pela Universidade de Londres.
Foi advogado e é, atualmente, professor catedrático jubilado do Instituto Superior de Ciências Sociais e Políticas, onde preside ao Instituto do Oriente. Foi igualmente docente da Universidade Internacional, Universidade Lusófona e da Universidade Católica Portuguesa.
Militante histórico do Centro Democrático Social, foi eleito deputado nas I, II, III, IV, V, VI, VIII e IX legislaturas, liderando o Grupo Parlamentar do CDS, entre 1978 e 1991. Foi Vice-Presidente da Assembleia da República entre 1999 e 2005.
Autor de vários livros, é membro da Academia Internacional de Cultura Portuguesa.

### Condecorações
- A 9 de Junho de 1993, Grande-Oficial da Ordem da Instrução Pública
- A 9 de Junho de 1995, Grande-Oficial da Ordem Militar de Cristo
- A 30 de Janeiro de 2006, Grã-Cruz da Ordem do Infante D. Henrique
- A 3 de Outubro de 2021, Grã-Cruz da Ordem da Instrução Pública[5]

## Casamento e descendência
É casado com Teresa da Costa Brandão, natural das Caldas da Rainha, e pai de Smitá da Costa Brandão Coissoró, solteira e sem geração, e Maria Helena Gonçalves, casada e com três filhos Rafael da Costa Soares, Gabriel Soares e Anne Soares.